# DN71
DN71 este un drum național din România care leagă Bucureștiul de Târgoviște și de Sinaia. El pornește din DN7, unindu-se cu DN1 la Sinaia, motiv pentru care uneori este recomandat ca alternativă pentru decongestionarea traficului de pe DN1 între Sinaia și Ploiești. Din anul 2025 au început lucrările de modernizare a drumului național DN 71 Bâldana-Târgoviște-Sinaia. Astfel, tronsonul Bâldana-Târgoviște va fi lărgit la patru benzi, iar segmentul de drum dintre Târgoviște și Sinaia urmează o modernizare a drumului existent, pe două benzi.